# SKY (大橋卓弥の曲)
「SKY」（スカイ）は、大橋卓弥の3枚目のシングル。

## 収録曲
1. SKY
（作詞・作曲：大橋卓弥、編曲：大橋卓弥&Drunk Monkeys）
  - 角川映画配給映画「DIVE!!」主題歌
  - 映画では相方の常田真太郎が音楽監督として参加している。
  - 大橋はこの楽曲でエレクトリック・ギターを使っている。
2. Loopy! Loopy!
（作詞・作曲：大橋卓弥、編曲：大橋卓弥&Drunk Monkeys）
3. 永遠の果てに（VOICE×VOICE Vol.3：德永英明）
（作詞：山田ひろし、作曲：德永英明、編曲：大橋卓弥・德永英明・斉藤有太（Drunk Monkeys））
  - 德永英明の19thシングルをカバー。德永も参加している。
4. SKY（Backing Track）

## 演奏
- 大橋卓弥：Vocal, Electric Guitar (#1), Acoustic Guitar (#2)
- 新井“ラーメン”健：Electric Guitar, Chorus (#1.2)
- 山口寛雄：Bass, Chorus (#1.2)
- 古田たかし：Drums, Chorus (#1.2)
- 斎藤有太：Piano (#1.3), Organ (#2), Chorus (#1.2)
- 德永英明：Vocal (#3)

## 初回特典DVD収録内容
1. 「SKY」ビデオクリップ
2. 大橋卓弥のスター!?マル秘もっと、ステップ、ダイブ!!